# Ernie Barrett
Ernie Drew "Black Jack" Barrett (Pratt, Kansas; 27 de agosto de 1929-21 de abril de 2023) fue un jugador de baloncesto estadounidense que disputó dos temporadas de la NBA. Con 1,90 metros de estatura, jugaba en la posición de base.

## Trayectoria deportiva

### Universidad
Jugó durante cuatro temporadas con los Wildcats de la Universidad Estatal de Kansas, en las que promedió 8,8 puntos por partido. Llevó a su equipo a disputar la Final de la NCAA en 1951, siendo elegido MVP en el partido de las estrellas disputado posteriormente. Fue incluido en el segundo quinteto All-American de ese mismo año.

### Profesional
Fue elegido en la séptima posición del Draft de la NBA de 1951 por Boston Celtics, donde en su primera temporada fue el suplente de Bob Cousy, jugando poco más de 10 minutos por encuentro, y promediando 2,3 puntos y 1,7 rebotes por partido. Tras un año en blanco, regresó al equipo en la temporada 1955-56, disponiendo de más minutos, lo que se reflejó en sus promedios, que fueron de 7,0 puntos, 3,4 rebotes y 2,4 asistencias, en la que iba a ser su últioma temporada como profesional.

## Estadísticas de su carrera en la NBA

### Temporada regular
| Temp.   | Edad | Equipo | Liga | P   | TIT | MIN  | TC  | TCA | %TC  | 3P | 3PA | %3P | TL  | TLA | %TL  | R.OF. | R.DEF. | REB | ASIS | ROB | TAP | PER | FP  | PTS |
| 1953-54 | 24   | Boston | NBA  | 59  |     | 10.9 | 1.0 | 3.2 | .314 |    |     |     | 0.2 | 0.4 | .560 |       |        | 1.7 | 0.9  |     |     |     | 2.0 | 2.3 |
| 1955-56 | 26   | Boston | NBA  | 72  |     | 20.2 | 2.9 | 7.4 | .388 |    |     |     | 1.3 | 1.6 | .788 |       |        | 3.4 | 2.4  |     |     |     | 2.6 | 7.0 |
| Total   |      |        | NBA  | 131 |     | 16.0 | 2.0 | 5.5 | .369 |    |     |     | 0.8 | 1.1 | .748 |       |        | 2.6 | 1.7  |     |     |     | 2.3 | 4.9 |

### Playoffs
| Temp.   | Edad | Equipo | Liga | P | MIN | TCA | TC | 3PA | 3P | TLA | TL | R.OF. | REB | ASIS | ROB | TAP | PER | FP | PTS | %TC  | %3P | %FT   | MIN  | PTS | REB | AST |
| 1953-54 | 24   | Boston | NBA  | 6 | 63  | 3   | 20 |     |    | 2   | 2  |       | 6   | 4    |     |     |     | 14 | 8   | .150 |     | 1.000 | 10.5 | 1.3 | 1.0 | 0.7 |
| 1955-56 | 26   | Boston | NBA  | 3 | 43  | 4   | 13 |     |    | 3   | 3  |       | 7   | 4    |     |     |     | 7  | 11  | .308 |     | 1.000 | 14.3 | 3.7 | 2.3 | 1.3 |
| Total   |      |        | NBA  | 9 | 106 | 7   | 33 |     |    | 5   | 5  |       | 13  | 8    |     |     |     | 21 | 19  | .212 |     | 1.000 | 11.8 | 2.1 | 1.4 | 0.9 |

## Retiro
Tras su retiro, estuvo vinculado a la Universidad Estatal de Kansas desde 1961, cuando fue entrenador asistente del equipo de baloncesto, para posteriormente pasar a ser director atlético asistente. Fue director atlético entre 1969 y 1976, y en 1991 fue nombrado director de desarrollo del departamento deportivo de la universidad. Estaba casado con su mujer, Bonnie, y tuvo dos hijos, Brad y Duane (fallecido).